# Fisayo Dele-Bashiru
Oluwafisayo Faruq Dele-Bashiru (Lagos, 6 febbraio 2001) è un calciatore nigeriano, centrocampista della Lazio e della nazionale nigeriana.

## Biografia
Nato a Lagos,  come da  lui stesso confermato in un'intervista, nonostante alcune fonti on-line riportino Amburgo come luogo di nascita, si è trasferito con la famiglia in Inghilterra durante l'infanzia.
È il fratello minore di Tom Dele-Bashiru, anche lui calciatore professionista.

## Caratteristiche tecniche
È un centrocampista, schierato prevalentemente come trequartista, ma in grado di giocare anche in un ruolo più arretrato (box-to-box), o come ala su entrambe le fasce. Di piede destro e forte fisicamente, è dotato di buone doti atletiche, nonché di una buona vena realizzativa.
Ha dichiarato di ispirarsi a Yaya Touré.

## Carriera

### Club

#### Manchester City e Sheffield Wednesday
Dele-Bashiru è cresciuto nel settore giovanile del Manchester City, di cui era entrato a far parte all'età di otto anni.
Il 28 luglio 2020, passa a titolo definitivo allo Sheffield Weds, nella Championship inglese. Debutta fra i professionisti il 5 settembre seguente, partendo da titolare nella sfida di Football League Cup contro il Walsall, vinta per 4-2 ai rigori. Il 19 ottobre 2021, segna il suo primo gol in carriera nel pareggio per 1-1 in campionato contro il Cambridge Utd.
Al termine della stagione 2022-2023, in cui ha contribuito al ritorno degli Owls in seconda serie, Dele-Bashiru riceve un'offerta per rinnovare il proprio contratto, ma decide di rifiutarla, lasciando così il club.

#### Hatayspor
Rimasto svincolato, il 6 luglio 2023 Dele-Bashiru viene ingaggiato a parametro zero dall'Hatayspor, nella Süper Lig, con cui firma un contratto triennale. Lungo la stagione 2023-2024, viene impiegato stabilmente come titolare sia dal tecnico Volkan Demirel, sia da Özhan Pulat; il 27 maggio 2024, segna una delle reti del successo per 2-0 sul Çaykur Rizespor all'ultima giornata di campionato, che consente alla sua squadra di ottenere la salvezza. Conclude la propria annata con 39 presenze, 6 assist e 9 gol in tutte le competizioni.

#### Lazio
Il 6 luglio 2024 passa alla Lazio, in prestito oneroso per circa due milioni di euro, con obbligo di riscatto fissato a quattro milioni. Il 18 agosto esordisce in serie A venendo schierato titolare nella prima giornata di campionato contro il Venezia. Il 25 settembre segna la sua prima rete in maglia laziale, firmando il secondo gol del successo per 3-0 al Volksparkstadion di Amburgo sulla Dinamo Kiev all'esordio della fase campionato di UEFA Europa League, partita che rappresenta anche il suo debutto nelle competizioni internazionali. Il 24 novembre trova anche la sua prima marcatura in serie A, fissando il definitivo 3-0 del successo contro il Bologna.

### Nazionale
Il 16 ottobre 2023 ha debuttato con la nazionale nigeriana nell'amichevole vinta 3-2 contro il Mozambico. Segna il suo primo gol in nazionale contro il Sudafrica, partita valida per le qualificazioni al campionato del mondo 2026.

## Statistiche

### Presenze e reti nei club
Statistiche aggiornate al 10 maggio 2025.
| Stagione                   | Squadra                    | Campionato                 | Campionato | Campionato | Coppe nazionali | Coppe nazionali | Coppe nazionali | Coppe continentali | Coppe continentali | Coppe continentali | Altre coppe | Altre coppe | Altre coppe | Totale | Totale | Totale |
| Stagione                   | Squadra                    | Comp                       | Pres       | Reti       | Comp            | Pres            | Reti            | Comp               | Pres               | Reti               | Comp        | Pres        | Reti        | Pres   | Reti   |        |
| -------------------------- | -------------------------- | -------------------------- | ---------- | ---------- | --------------- | --------------- | --------------- | ------------------ | ------------------ | ------------------ | ----------- | ----------- | ----------- | ------ | ------ | ------ |
| 2020-2021                  | Sheffield Weds             | FLC                        | 8          | 0          | FACup+CdL       | 2+3             | 0+0             | -                  | -                  | -                  | -           | -           | -           | 13     | 0      |        |
| 2021-2022                  | Sheffield Weds             | FL1                        | 24+1       | 1          | FACup+CdL       | 2+1             | 0+0             | -                  | -                  | -                  | FLT         | 4           | 0           | 32     | 1      |        |
| 2022-2023                  | Sheffield Weds             | FL1                        | 33+1       | 4          | FACup+CdL       | 4+2             | 0+1             | -                  | -                  | -                  | FLT         | 1           | 0           | 41     | 5      |        |
| Totale Sheffield Wednesday | Totale Sheffield Wednesday | Totale Sheffield Wednesday | 65+2       | 5          |                 | 14              | 1               |                    | -                  | -                  |             | 5           | 0           | 86     | 6      |        |
| 2023-2024                  | Hatayspor                  | SL                         | 36         | 8          | CT              | 3               | 1               | -                  | -                  | -                  | -           | -           | -           | 39     | 9      |        |
| 2024-2025                  | Lazio                      | A                          | 20         | 3          | CI              | 1               | 0               | UEL                | 8                  | 2                  | -           | -           | -           | 29     | 5      |        |
| Totale carriera            | Totale carriera            | Totale carriera            | 123        | 16         |                 | 18              | 2               |                    | 8                  | 2                  |             | 5           | 0           | 154    | 20     |        |

### Cronologia presenze e reti in nazionale
| Cronologia completa delle presenze e delle reti in nazionale ― Nigeria | Cronologia completa delle presenze e delle reti in nazionale ― Nigeria | Cronologia completa delle presenze e delle reti in nazionale ― Nigeria | Cronologia completa delle presenze e delle reti in nazionale ― Nigeria | Cronologia completa delle presenze e delle reti in nazionale ― Nigeria | Cronologia completa delle presenze e delle reti in nazionale ― Nigeria | Cronologia completa delle presenze e delle reti in nazionale ― Nigeria | Cronologia completa delle presenze e delle reti in nazionale ― Nigeria |
| Data                                                                   | Città                                                                  | In casa                                                                | Risultato                                                              | Ospiti                                                                 | Competizione                                                           | Reti                                                                   | Note                                                                   |
| ---------------------------------------------------------------------- | ---------------------------------------------------------------------- | ---------------------------------------------------------------------- | ---------------------------------------------------------------------- | ---------------------------------------------------------------------- | ---------------------------------------------------------------------- | ---------------------------------------------------------------------- | ---------------------------------------------------------------------- |
| 16-10-2023                                                             | Albufeira                                                              | Mozambico                                                              | 2 – 3                                                                  | Nigeria                                                                | Amichevole                                                             | -                                                                      | 61’                                                                    |
| 7-6-2024                                                               | Uyo                                                                    | Nigeria                                                                | 1 – 1                                                                  | Sudafrica                                                              | Qual. Mondiali 2026                                                    | 1                                                                      | 61’                                                                    |
| 7-9-2024                                                               | Uyo                                                                    | Nigeria                                                                | 3 – 0                                                                  | Benin                                                                  | Qual. Coppa d'Africa 2025                                              | -                                                                      | 63’                                                                    |
| 10-9-2024                                                              | Kigali                                                                 | Ruanda                                                                 | 0 – 0                                                                  | Nigeria                                                                | Qual. Coppa d'Africa 2025                                              | -                                                                      | 70’                                                                    |
| 11-10-2024                                                             | Uyo                                                                    | Nigeria                                                                | 1 – 0                                                                  | Libia                                                                  | Qual. Coppa d'Africa 2025                                              | 1                                                                      | 74’                                                                    |
| 18-11-2024                                                             | Uyo                                                                    | Nigeria                                                                | 1 – 2                                                                  | Ruanda                                                                 | Qual. Coppa d'Africa 2025                                              | -                                                                      | 77’                                                                    |
| 6-6-2025                                                               | Mosca                                                                  | Russia                                                                 | 1 – 1                                                                  | Nigeria                                                                | Amichevole                                                             | -                                                                      | 90’                                                                    |
| Totale                                                                 |                                                                        | Presenze                                                               | 7                                                                      |                                                                        | Reti                                                                   | 2                                                                      |                                                                        |